# Universal Mobile Telecommunications System
Universal Mobile Telecommunication System (UMTS) je standard, v jehož rámci se uskutečňoval vývoj mobilních sítí GSM vedený sdružením 3GPP. UMTS splňuje požadavky ITU IMT-2000 pro mobilní buňkové sítě třetí generace (3G); sám o sobě uživatelům žádné viditelné výhody nepřináší, je však rámcem poskytujícím prostor pro nasazení dalších technologií, z nichž především HSDPA přinesla uživatelům podstatné zvýšení rychlosti přenosu dat:
- 2G GSM: 9,6 kbit/s (CSD) nebo násobky při použití HSCSD
- 2.5G GPRS: až 107 kbit/s (s možností povýšení na EDGE[1])
- 2.75G EDGE: až 384 kbit/s
- 3G UMTS: až 384 kbit/s (s možností povýšení na HSDPA)[2]
- 3.5G  a HSDPA: až 14 Mbit/s (s možností povýšení na HSDPA+ až 84.4 Mbit/s[3])
- 3.9G LTE: až 326 Mbit/s[4]
- 4G LTE Advanced: až 1 Gbit/s[5]

UMTS kombinuje použití TDMA na obvyklých GSM pásmech s W-CDMA (Wideband Code Division Multiple Access) pro sdílení přístupového kanálu v nově přidělených pásmech 1,9-2,2 GHz. Účastník v síti GSM, který má aktivovaný datový tarif a telefon s podporou UMTS, bude v místech, kde je dostupný UMTS signál, automaticky UMTS používat pro datové služby. Sítě UMTS mohou sloužit i pro přenos telefonních hovorů. Před rokem 2020 začalo v České republice utlumování sítí 3G ve prospěch sítí LTE.

## Struktura UMTS sítě

Struktura UMTS sítě

- UE (User Equipment) – uživatelská stanice
- UTRAN/GERAN – obecná rádiová přístupová síť
- CN (Core Network) – jádro sítě

### UE – Uživatelská stanice

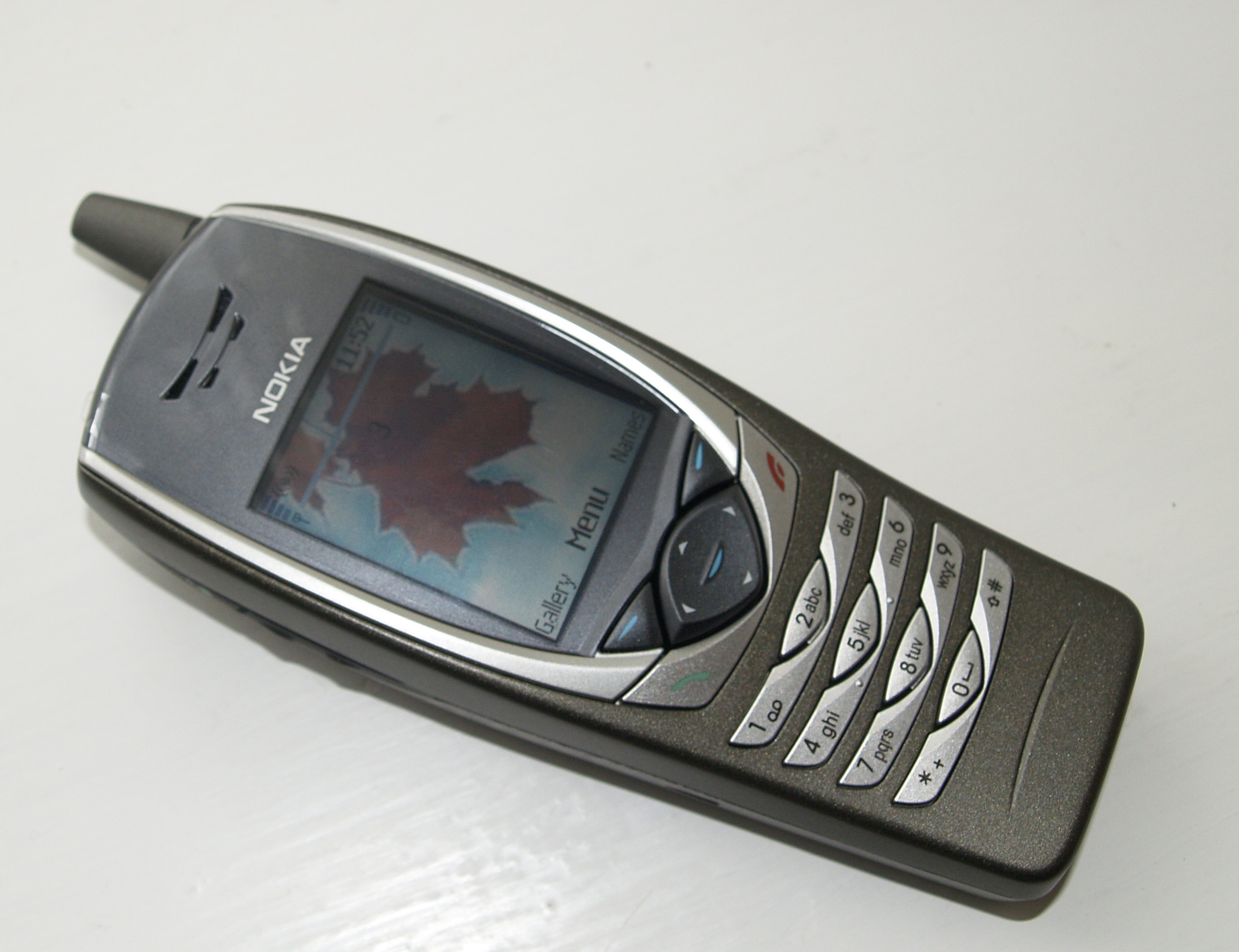
Nokia 6650, jeden z prvních telefonů s podporou UMTS

UE se rozumí uživatelská stanice, obecně mobilní telefon či terminál schopný přistupovat k UMTS síti. Často je také používáno původní označení z GSM standardů Mobile Terminal (MT) nebo Mobile Station (MS) – je často velmi obtížně zřetelné, jaký praktický rozdíl je mezi těmito pojmy. My se budeme pro jednoduchost držet tvrzení, že všechny tři tyto pojmy jsou vzájemně zaměnitelné, už proto, že ani sám standardizátor nemá ve výkladu rozdílu příliš jasno.
UE v některých výkladech není součástí obecného konceptu UMTS sítí, ale argument, že bez uživatelských stanic by byla síť jaksi nekompletní, lze jistě akceptovat.

### UTRAN/GERAN – Obecná rádiová přístupová síť

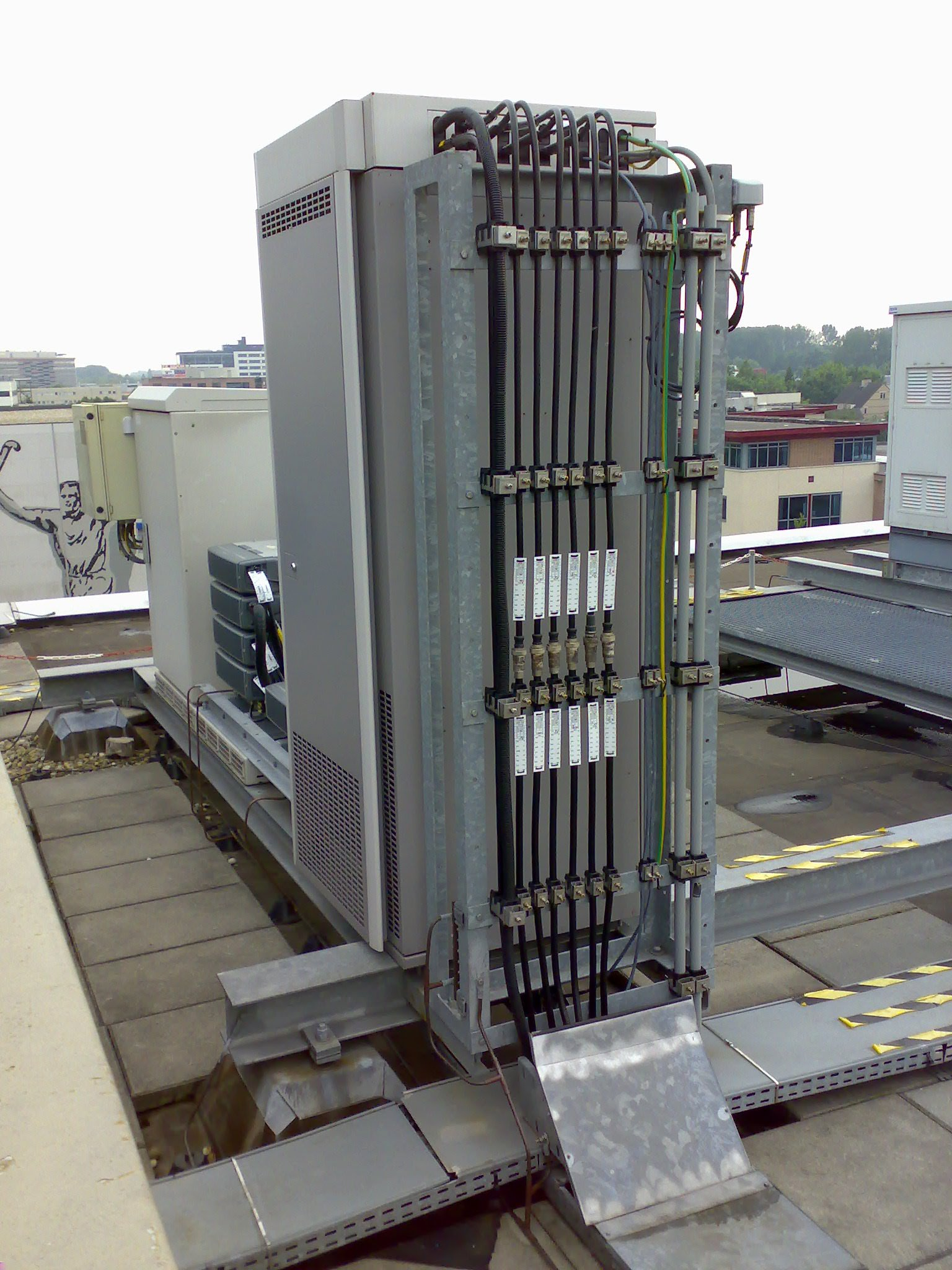
UMTS Node B na střeše budovy

Mobilní telefony nebo obecněji uživatelské stanice komunikují s rádiovou přístupovou sítí (RAN – Radio Access Network). Může se jednat buď o nově vybudovanou síť s mnohonásobným přístupem W-CDMA na kmitočtech 1900–2200 MHz označovanou UTRAN (UMTS Terrestrial Radio Access Network) nebo o standardní GSM rádiovou síť na kmitočtech v pásmu 900 nebo 1800 MHz nazývanou GERAN (GSM EDGE Radio Access Network). Standard IMT-2000 ponechává do jisté míry otevřenou otázku, jak má RAN vypadat s tím, že se tak otvírají dveře budoucím rozšířením a standardům. Jako RAN mohou sloužit již existující rádiové digitální standardy jako GSM BSS, DECT, digitální TV, HiperLAN, nebo dva nové standardy, které přináší UMTS koncept – tedy UTRAN a USRAN. Komerčně se prosazuje zatím pouze UTRAN (UMTS Terrestrial Radio Access Network) jakožto pozemní rádiové síti zajišťující přístup k jádru sítě. Koncept USRAN je v současné době spíše v záměru než že by existoval jako hotový standard, jedná se totiž o satelitní rádiovou přístupovou síť (UMTS Satelite RAN) a zatím není firma, která by aplikaci USRAN plánovala.
Zatímco standardní GERAN sestává z BTS (Base Transceiver Station) a BSC (Base Station Controller), základnové stanice v UTRAN se nazývají Node B – jde o ekvivalent pojmu BTS v GSM sítích. A dále řadiče rádiové sítě (anglicky Radio Network Controller, RNC), které v GSM sítích nazýváme BSC. Odlišné označení v GSM a UMTS síti má zabránit zmatkům, jaké sítě se pojem týká.

### CN – Jádro sítě
Jádrem sítě se rozumí samotný soubor služeb poskytovaných UMTS sítí a rozhraní k ostatním službám, do nichž může uživatel UMTS sítě přistupovat – především pak do jiných telefonních sítí nebo například do internetu. Opět základní idea standardu IMT-2000 předpokládala, že bude možno GRAN (a tím i uživatele přes tento GRAN připojený) propojovat do více jader sítě, například do GSM či ISDN, dnes se ale spíše předpokládá, že pro nasazení UMTS se bude používat společné jádro sítě pro UMTS a GSM, tedy že operátor upgraduje svoje stávající GSM jádro sítě tak, aby vyhovovalo požadavkům UMTS.
Jádro sítě je rozděleno do tzv. domén, podle použité metody přepojování:
- Okruhově spínaná doména (CS) – používá přepojování okruhů k přenosu telefonních hovorů, SMS a dat s využitím techniky přepojování okruhů (CSD, HSCSD, ECSD)
- Paketově spínaná doména (PS) – používá přepojování paketů k přenosu dat (GPRS, EGPRS, HSPA) a SMS

Do UMTS od Release 5 je zařazen IP Multimedia subsystém, který má umožnit postupný přechod k přenosu telefonní hovorů (obecně multimediálních relací) paketově spínanou doménou.

#### Okruhově spínaná doména
Okruhově spínaná doména označovaná jako CS, circuit switched, je nejstarší doménou podporovanou v GSM sítích od prvních návrhů standardu. V rámci této domény se pro uživatele vytváří vyhrazený nepřerušovaný okruh, který přenáší uživatelovu komunikaci se zvolenou službou. Kapacita pro komunikaci je po celé délce přenosové trasy po celou dobu komunikace vyhrazena jen pro tohoto uživatele.
Klasickým příkladem služby určené pro CS doménu je telefonní hovor, kdy komunikační kanál je neustále vyhrazen (sepnut) pro jednoho uživatele a ten se o něj s nikým nedělí. Vyhrazení je zrušeno v okamžiku ukončení hovoru a teprve tehdy může být kanál použit pro dalšího uživatele.
CS doména je vhodná pro transport služeb, u nichž je důležitá plynulost toku. Za takové služby se obecně považuje právě telefonování nebo videokonferenční hovor, protože i drobné zpoždění doručení dat zde má za následek výrazné problémy s kvalitou služby, například v případě telefonního hovoru nepřirozené přerušování a trhání hovoru.
Okruhově spínaná doména zahrnuje v jádru sítě VLR, MSC a GMSC.

#### Paketově spínaná doména
Paketově spínaná doména přišla do GSM sítí spolu s potřebou rychlých datových přenosů a spolu s definicí GPRS. UMTS architektura tuto doménu vlastně beze zbytku přejala a označujeme ji jako PS, packet switched. Tato doména nevyhrazuje přenosový kanál pro uživatele na trvalo, ale pouze v okamžiku, kdy jej bezprostředně potřebuje pro přenos dat. To samozřejmě obrovským způsobem šetří prostředky sítě a ta může nabídnout „vysoké rychlosti“ – nebo alespoň jejich dobrou iluzi – více zákazníkům. Hovoří se také o konceptu „always on“ – stále připojen. Síť registruje požadavek zákazníka na přenos dat a v tom okamžiku mu začne přidělovat maximum zdrojů, které mu přidělit může dle vytížení sítě v místě, dle limitu zákaznického účtu nebo dle technických limitů uživatelské stanice.
Paketově spínaná doména je vhodná pro přenos služeb, u nichž nejsou nároky na vypořádání služby v reálném čase – například stahování emailů, webových stránek, odesílání multimediálních zpráv. V těchto případech malé zpoždění způsobené nedostatkem volných zdrojů či alokací zdrojů pro potřeby přenosu nehraje podstatnější roli a důležité je, že síť může nabídnout vyšší kapacitu a přenosové rychlosti.
Paketově spínaná doména zahrnuje v jádru sítě SGSN a GGSN.
Jádro sítě obsahuje další obslužné komponenty, které se starají o obsluhu návštěvníků sítě (uživatelů v roamingu), o přepojování do jiných sítí (pevné telefonní linky, sítě jiných operátorů), autorizaci, účtování a další služby. Jejich počet závisí na počtu služeb, které hodlá poskytovat mobilní operátor.

### Rozhraní pro propojení částí sítě
Mezi jednotlivými částmi sítě existují propojení, takzvaná rozhraní. Rozhraní mezi uživatelskou stanicí (UE) a mezi UTRAN se jmenuje Uu a rozhraní mezi UTRAN a jádrem sítě se jmenuje Iu. Součástí Uu rozhraní je technologie WCDMA. Ekvivalentem rozhraní Uu v GSM síti, tedy rozhraní mezi mobilním terminálem a BTS se jmenuje Um.
Rozhraní Iu se rozděluje podle toho, zda se využívá pro propojení paketové spínané technologie (IuPS – Packet Switched) nebo okruhově spínané technologie (IuCS – Circuit Switched). To koresponduje s rozdělením jádra sítě do dvou domén, tedy na služby paketově spínané a okruhově spínané.
UMTS se dosud vyvíjí; jednotlivé verze (release) UMTS jsou označovány takto:
- R3 (původně označován jako R99)
- R4 (původně označován jako R2000)
- R5 – HSDPA downlink (14.4 Mbit/s)
- R6 – HSUPA uplink (5.76 Mbit/s) + Multimedia broadcast multicast (MBMS)
- R7 – HSDPA 28.8/HSUPA 11.5
- R8 – LTE (Long Term Evolution), HSPA evolution

Pro zajištění duplexní komunikace (oddělení uplinku a downlinku) používá UMTS dvě různé metody:
- FDD – spojení mezi základnovou stanicí a telefonem v uplink a downlink na oddělených frekvencích
- TDD – uplink i downlink na stejné frekvenci, střídání na základě různých time slotů tzv. „Ping-Pong“

Kmitočtový plán:
- Párové kmitočty (FDD) 1920 – 1980 MHz uplink (Rx) a 2110 – 2170 MHz downlink (Tx)
- Nepárové kmitočty (TDD) 1900 – 1920 MHz a 2010 – 2025 MHz (Síť T-Mobile v Česku)
- Družicové párové kmitočty 1980 – 2010 MHz a 2170 – 2200 MHz

Nasazení UMTS v České republice:
- T-Mobile Internet 4G (pouze marketingové označení[10]): UMTS, TDD, nepárové 5 MHz kanály (které jsou odděleny intervalem 200 kHz) na 1915 MHz
- O2 3G: UMTS / HSDPA, FDD (všechna krajská města)
- Vodafone 3G: UMTS / HSDPA (Praha, Brno a další města).

V roce 2012 byla v České republice pokryta signálem UMTS většina sídel od několika tisíc obyvatel; v následujících letech probíhalo rozšiřování sítí 3. generace.
Po roce 2020 čeští mobilní operátoři nahradili sítě 3G modernějšími a rychlejšími sítěmi LTE a 5G. Jako první operátor vypnul 31. března 2021 ve 20.00 3G síť Vodafone, O2 ukončil provoz 3G sítě postupně, do konce listopadu 2021. T-Mobile ukončil v České republice podporu sítí 3G v průběhu října a listopadu 2021.

## Migrace z GSM/GPRS na UMTS
Při přechodu z GSM/GPRS na UMTS lze znovu použít následující síťové prvky:
- Domovský registr (Home Location Register – HLR)
- Návštěvnický registr (Visitor Location Register – VLR)
- Registr mobilních zařízení (Equipment Identity Register – EIR)
- Ústředna veřejné mobilní sítě (Mobile Switching Center – MSC) (závislé na dodavateli)
- Autentizační středisko (AuC)
- Obslužný uzel podpory GPRS (anglicky Serving GPRS support node, SGSN) (závislé na dodavateli)
- Bránový uzel podpory GPRS (anglicky GPRS Gateway GPRS support node, GGSN)

Následující prvky sítě GSM/GPRS mohou být použity při duálním provozu během přechdu sítě z 2G na 3G:
- Řadič základnové stanice (BSC)
- Základnová stanice (BTS)

Tyto prvky mohou v síti zůstat a být používány při operacích v duální síti, v níž koexistují sítě 2G a 3G, a po postupné migraci bude v celé síti dostupné 3G připojení.
UMTS síť zavádí nové síťové prvky, které fungují podle popisu 3GPP:
- Node B (báze transceiver stanice)
- Řadič rádiové sítě (RNC)
- Mediální brána (MGW)

Funkcionalita MSC a SGSN se při přechodu na UMTS mění. V GSM systém MSC zpracovává všechny operace s přepojováním okruhů jako propojování účastníka A s účastníkem B sítí. SGSN zpracovává všechny operace s přepojováním paketů a přenos dat v síti. V UMTS Media brána (MGW) zabezpečují všechny přenosy dat v síti s přepojováním okruhů i paketů. MSC a SGSN řídí operace MGW. Tyto prvky jsou přejmenované na MSC-server a GSN-server.

## Bezpečnostní problémy
Již v roce 2008 bylo známo, že sítě mobilních operátorů mohou být zneužívány pro skryté získávání informací o poloze uživatelů.
V srpnu 2014 oznámily noviny The Washington Post o rozsáhlém používání systémů pro sledování pomocí protokolů SS7 umožňující nalezení volajících kdekoli na světě.
V prosinci 2014 se objevily zprávy, že vnitřní funkce SS7 mohou být kvůli zastaralému designu a nedostatečnému zabezpečení zneužity pro odposlech hovorů v reálném čase. Pomocí SS7 lze i získat dočasné šifrovací klíče v sítích 3G, které umožňují dešifrování zachycených volání a textů. Existují i metody, jak okrádat uživatele a mobilní operátory.

Firmy Deutsche Telekom a Vodafone ve stejný den prohlásily, že ve svých sítích opravily bezpečnostní problémy, že se však jedná o globální problém, který je nutné řešit celosvětově.